# Julie Arblaster
Julie Michelle Arblaster (1965) es una climatóloga australiana. Actualmente es una científica sénior de investigación en el Buró de Meteorología (el servicio nacional de meteorología). Fue coautora principal del Grupo de Trabajo I contribuyente al Quinto Informe de Evaluación del Grupo Intergubernamental de Expertos sobre el Cambio Climático.

## Biografía
Creció en la región de Victoria (Australia). Obtuvo una licenciatura en tecnología en ciencias de la atmósfera, de la Universidad de Macquarie, Sídney, y en 1995 fue galardonada con honores de primera clase, también de la Universidad de Macquarie, por su tesis titulada "Investigación de las trayectorias de las tormentas de las regiones de latitud media en una AGCM" . Sus supervisores honoríficos fueron Bryant McAvaney y Ann Henderson-Sellers.
Entre 1997 a 1999, completó su M.Sc. en Ciencias Atmosféricas y Oceánicas, supervisado por Gerald Meehl, por la Universidad de Colorado.
De 2007 a 2013, completó su doctorado, sobre las conducciones del cambio en el climático hemisferio sur, en la Facultad de Ciencias de la Tierra, Universidad de Melbourne, Australia. Sus supervisores de doctorado fueron David Karoly, Ian Simmonds (Universidad de Melbourne) y Gerald Meehl.

## Carrera
Desde 1999 a 2003, trabajó como científica asociada en el Centro Nacional de Investigación Atmosférica (NCAR). En 2003 regresó a Australia, trabajando con NCAR y en la Oficina de Meteorología en Melbourne. Actualmente es investigadora científica sénior en el equipo de procesos de cambio climático en el Centro de Clima de Australia y de Investigación del Clima, que es una asociación entre CSIRO y la Oficina de Meteorología. Todavía mantiene sus colaboraciones en investigación con el grupo de predicción del cambio climático en el NCAR.
En 2014, es también una de las autoras en la Organización Meteorológica Mundial (OMM) / (PNUMA) Evaluación Científica Ambiental de Naciones Unidas sobre agotamiento del ozono.

## Algunas publicaciones
- Arblaster J.M., E.-P. Lim, H.H. Hendon, B.C. Trewin, M.C. Wheeler, G. Liu, K. Braganza, 2014: Understanding Australia's September on record, Bull. Amer. Met. Soc.
- Kay, J. E., Deser, C., et al., 2014, The Community Earth System Model (CESM) Large Ensemble Project: A Community Resource for Studying Climate Change in the Presence of Climate Variability, Bull. Amer. Met. Soc.
- Meehl G.A., H. Teng and J.M. Arblaster, 2014: Climate model simulations of the observed early-2000s hiatus of global warming, Nature Climate Change, doi:10.1038/nclimate2357
- Meehl G.A., A. Hu, J.M. Arblaster, J. Fasullo, K. Trenberth, 2013: Externally forced and internally generated decadal clmiate variability associated with the Interdecadal Pacific Oscillation, J. Climate
- Hendon H.H., E.P. Lim, J.M. Arblaster, D. Anderson, 2013: Causes and predictability of the record wet east australian spring 2010, Climate Dynamics
- Meehl, G.A., J.M. Arblaster and D.R. Marsh, 2013: Could a future "Grand Solar Minimum" like the Maunder minimum stop global warming? Geophys. Res. Letts. 40, 1789-1793 doi:10.1002/grl.50361
- Eyring V., J.M. Arblaster, I. Cionni, J. Sedlacek, J. Perlwitz, P.J. Young, S. Bekki, D. Brgmann, P. Cameron-Smith, W.J. Collins, G. Faluvegi, K.-D. Gottschaldt, L.W. Horowitz, D.E. Kinnison, J.-F. Lamarque, D.R. Marsh, D. Saint-Martin, D.T. Shindell, K. Sudo, S. Szopa, S. Watanabe, 2013, Long-term changes in tropospheric and stratospheric ozone and associated climate impacts in CMIP5 simulations, J. Geophys. Res., 18, 5029-5060 doi:10.1002/jgrd.50316

## Honores
- 2014: se le concedió la Medalla Anton Hales por investigación en ciencias de la tierra por la Academia Australiana de Ciencias[5] Ese premio reconoce sus investigaciones sobre el sistema climático global y su sensibilidad a los cambios
- una de las autoras de los informes del IPCC, siendo co-receptora del Premio Nobel de la Paz 2007

### Membresías
- Australian Meteorological and Oceanographic Society
- American Meteorological Society
- American Geophysical Union
- Earth Science Women's Network
- Women in Science Enquiry Network